# Güzelce Ali Paša
Güzelce Ali Paša známý také jako Çelebi Ali Paša nebo İstanköylü Ali Paša (? – 9. března 1621) byl osmanský státník. Okolo roku 1617 byl také hlavním admirálem osmanského námořnictva. V letech 1619–1621 byl velkovezírem. Byl synem İstanköylü Ahmeda Paši, guvernéra Tunisu.
Güzelce Ali Paša byl v roce 1621 popraven sultánem Osmanem II.